# Мэнн, Херби
Герберт Джей Соломон (англ. Herbert Jay Solomon), более известен как Херби Мэнн (англ. Herbie Mann) (1930 — 2003)  — американский джазовый музыкант, флейтист, композитор, бэнд-лидер. Один из первых джазовых музыкантов, специализировавшихся на флейте. Особенно известен своими экспериментами в области соединения этнической (бразильской, афрокубинской и т.п.) музыки и джаза.

## Биография
Родился в 1930 году в Бруклине в еврейской семье. Его отцом был Гарри Си Соломон, выходец из России, а мать Рут Роуз Соломон (в девичестве Брешер), родившаяся в Буковине. Оба родителя были музыкантами и танцорами, и вели танцевальные занятия, так что Херби Мэнн занимался музыкой с детства. Сначала маленький Герберт осваивал ударные, но после того, как в 1939 году мать его сводила на концерт Бенни Гудмана, он начал заниматься кларнетом, а вскоре также освоил флейту и тенор-саксофон. Впервые выступил как профессиональный музыкант в 15-летнем возрасте.
В 1948—1952 годах служил в армии, на базе в Триесте . В 1952 году, после службы в армии, присоединился к коллективу Мэта Мэтьюса, который дал ему возможность играть и записывать джаз, исполненный на флейте. По словам Херби Мэнна, на тот момент флейта вообще не рассматривалась как джазовый инструмент. «Были только Уэйман Карвер из оркеста Чик Уэбба, Гарри Кли в Голливуде и Сэм Мост. И всё» . До 1954 года Херби Мэнн играл с Мэтом Мэтьюсом и за это же время закончил Attended Manhattan School of Music, а затем начал сольную карьеру. До 1958 год музыкант в основном выступал с различными би-боп коллективами, играя не только на флейте, но на тенор-саксофоне и редком бас-кларнете. В 1957 году записал альбом, исполненный на флейте, без всякого аккомпанемента. В 1958 году, по совету одного нью-йоркского музыканта, играющего латинский джаз, в котором флейта была обычным инструментом, Херби Мэнн дополнил свою флейту бонгами. Херби Мэнну аккомпанировали целых четыре ударника (включая перкуссионистов и вибрафониста), и этот эксперимент принёс музыканту первую популярность. Со временем, Херби Мэнн поменял местами роли в группе и сам стал аккомпанировать солирующей группе ударных инструментов. Со своим оркестром Херби Мэнн в 1960—1961 годах совершил турне по Африке и Бразилии, и бразильские гастроли изменили творчество музыканта: находясь под впечатлением, он записал целый ряд альбомов, основанных на этнической бразильской музыке. Один из них, вместе с Томом Жобином и Баденом Пауэллом, он записал в Бразилии, став первым американским музыкантов, записавшимся в этой стране. Босса-нова тогда была весьма популярна в мире, и Херби Мэнн соединив эту музыку с джазовой и блюзовой, на время стал одним из самых популярных джазовых музыкантов. В 1962 году вышел его первый большой хит Comin' Home Baby, а альбом, содержащий эту композицию, разошёлся полумиллионным тиражом, что для начала 60-х было громадным успехом.  Популярность Херби Мэнна росла, он записался с известным джазовым пианистом Биллом Эвансом, выпустив альбом Nirvana. Музыкант много экспериментировал с флейтой в музыке разных народов, но во второй половине 1960-х обратил внимание на американскую музыку типа ритм-энд-блюза и соула. Посчитав, что и в этой музыке тоже найдётся место для флейты, он отправился в Мемфис, где в 1969 году записал первый из самых своих удачных альбомов Memphis Underground. В 1971 году он записал свой второй альбом этой эпохи в творчестве: обратившись к рок-музыке, он работал на этом альбоме с гитаристом Дуэйном Оллмэном из группы The Allman Brothers Band.
В 1972 году музыкант организовал группу с более или менее постоянным составом под названием Family Of Mann . Последовала череда альбомов,  давших такие хиты, как Hijack (добравшийся в 1975 году до 1 места в хит-параде Биллборда и Superman.
Всего, по словам музыканта, 25 его альбомов попадали в Billboard Top 200 — результат совершенно недоступный для подавляющего большинства джазовых музыкантов. С 1957 и по 1970 год в опросах журнала Down Beat Херби Мэнн признавался лучшим флейтистом джаза.
Но коммерческий успех творчества Херби Мэнна имел оборотную сторону. Теперь его музыка представляла собой некую смесь, джаз-фьюжн, с использование латиноамериканских ритмов, рока, регги и даже диско, часть творчества можно было отнести к  стилю smooth jazz . Это вызвало шквал обвинений критиков и пуристов, сторонников чистого джаза. Как сказал один из критиков, Роберт Палмер из Нью-Йорк Таймс: «Я ВСЕГДА думал, что ты собираешься стать великим джазовым музыкантом, но затем настал день, когда ты просто встал». Сама статья тоже называлась примечательно: «Почему Херби продался или эволюция человека/Мэнна».. Херби Мэнн отбивался «Почему вы должны играть для 100 человек? Почему вы не можете играть для 10 000 человек? Я никогда не видел ограничений»  и оправдывался: «Это обоюдоострое лезвие — иметь популярные записи типа Hijack и Superman. Поп-музыка — это очень временная вершина. От попадания в Top-10 продаж до ничего очень короткий путь. На рынке джаза, даже в самом широком смысле, нормально иметь своих поклонников в течение всей карьеры, до тех пор пока фаны не начинают умирать» 
Тем не менее, коммерческий успех позволил создать Херби Мэнну фирму Embryo Records, подразделение Cotillion Records (филиала Atlantic Records) которая впервые вывела в свет очень известных музыкантов, например Чика Кориа, Мирослава Витоша. Херби Мэнн продюсировал альбомы известных исполнителей, например Рона Картера, Фила Вудса. Музыканту в его записях помогали известнейшие  сессионные музыканты, например гитарист Ларри Корьелл и Сисси Хьюстон, мать Уитни Хьюстон. В 1979 году Херби Мэнн записал партию духовых на одном из наиболее успешных альбомов Bee Gees Spirits Having Flown. В том же году, на пике популярности, Херби Мэнн прекратил своё двадцатилетнее сотрудничество с Atlantic Records. Он продолжил гастролировать и записываться, хотя и гораздо в меньших масштабах: если в 1960 - 1970-е годы он записывал по два, а то и больше альбомов в год, то за последние 21 год карьеры он записал всего восемь, вернувшись в джаз. Особенно ярким, и по мнению самого музыканта, возможно лучшим в его карьере, получился альбом Peace Pieces, посвящённый памяти Билла Эванса.
В 1989 году музыкант переехал из Нью-Йорка в Санта-Фе и в 1990 году создал собственную фирму Kokopelli Records, продолжал выступать и записываться. В 1997 году ему был поставлен диагноз рака предстательной железы. По словам музыканта, этот диагноз заставил его переосмыслить творчество.
Чем бы вы хотели запомниться? И до меня тогда дошло: Я играл музыку, которая мне нравится всю мою жизнь, но это всё ассимилированная музыка. Я не бразилец, я не чёрный, я не с Ямайки, я — второе поколение евреев-эмигрантов из Восточной Европы. Так почему бы мне не взглянуть на ту музыку и посмотреть, может там есть что-то, что я смог бы использовать. 
Оригинальный текст (англ.)What do you want to be remembered for. And it dawned on me that I've played music I loved all my life, but they've all been assimilations. I'm not Brazilian, I'm not black, I'm not Jamaican---I'm a second generation Eastern European Jew. So why don't I look at that music and see if there's anything in there I can use
Мэнн организовал коллектив под названием Sona Terra, и начал играть музыку, названную музыкантом «цыганский джаз», джаз, основанный на обработке еврейских, венгерских, румынских, цыганских и русских мотивов. Результатом этой работы стал альбом Eastern European Roots.
Музыкант продолжал бороться с раком и помогал в этом другим, создав фонд борьбы с раком простаты Herbie Mann Prostate Cancer Awareness Music Foundation.
Последний раз Херби Мэнн выступил 3 мая 2003 года на фестивале джаза в Новом Орлеане и умер менее чем через два месяца. После него осталась жена (третья по счёту) и четверо детей.

## Стиль
Мэнн великолепный специалист в груве. Фанк, стрэйт-эхэд, бибоп, бразильские ритмы, нью-орлеанский бит  - всё это его вотчина. Он и его разнообразные коллективы всегда поставляли пульсирующий грув, с флейтой Мэнна, кипящей поверх всего   
Оригинальный текст (англ.)Mann is a superb groove merchant. Funk, straight-ahead, bebop, Brazilian rhythms, the New Orleans second-line beat -- all are his province. He and his various bands have always delivered an undulating groove, with Mann's flute bubbling on top.
Его наиболее популярные записи, как быстро отметили критики, часто были проникнуты тяжестью коммерческого звука, граничащего с шаблонным. В то же время, однако, его работы громко говорят о его возможности объединять очень разнообразные формы в гармоничный и привлекательный стиль, который доступен для среднего слушателя   
Оригинальный текст (англ.) His most popular recordings, as critics were quick to point out, were often imbued with a heavy commercial sound bordering on the formulaic. At the same time, though, his recorded work speaks volumes about his ability to merge widely-varying forms into a coherent and appealing style that was accessible to the average listener
Харуки Мураками написал эссе о музыканте в Джазовых портретах, сказав что: «Увлекшись в 60-х годах латиноамериканской музыкой и босановой, Херби Мэнн выпустил хит «Comin' Home Baby», a закончилось все альбомом «Memphis Underground», в котором музыкант смело использовал элементы электронного рока. Казалось, чего он только ни перепробовал за это время: от африканских мелодий до японской «гагаку». Нелегко ему приходилось — коммерческий успех ведь не пришёл за полмесяца. Более того, если бы тогда, в 60-х, он не выпустил несколько хитов, флейта, подобно кларнету, утратила бы актуальность, оказавшись на задворках джазовой сцены. Но благодаря блестящей игре Херби Мэнна многие молодые исполнители открыли для себя новые возможности, и одно время умение играть на флейте считалось модным. Помню, даже я тогда купил флейту и ходил на курсы, чтобы научиться играть. Правда, ничего толкового из этого не вышло.».

## Дискография

### Как лидер
- 1954: Herbie Mann Plays
- 1955: The Mann with the Most
- 1955: East Coast Jazz Series No. 4
- 1955: With the Sam Most Quintet
- 1955: Four Flutes, Vol. 2: Flamingo, My Goodness
- 1956: Herbie Mann in Sweden
- 1956: Love and the Weather
- 1956: Herbie Mann with the Wessel Ilcken Trio
- 1957: Flute Fraternity
- 1957: Flute Flight]
- 1957: Flute Soufflé
- 1957: Sultry Serenade
- 1957: Great Ideas of Western Mann
- 1957: When Lights Are Low
- 1957: The Magic Flute of Herbie Mann
- 1957: Yardbird Suite
- 1957: Hi-Flutin'
- 1957: Mann Alone
- 1957: Herbie Mann Quintet Featuring Jack Sheldon
- 1957: Flute Fraternity
- 1958: Just Wailin'
- 1958: Salute to the Flute
- 1958: Mann in the Morning
- 1959: Flautista: Herbie Mann Plays Afro-Cuban Jazz!
- 1959: African Suite
- 1960: Californians
- 1960: Et Tu Flute
- 1960: Epitome of Jazz
- 1960: Flute, Brass, Vibes and Percussion
- 1961: The Family of Mann
- 1961: The Common Ground
- 1961: At the Village Gate
- 1962: Nirvana
- 1962: Brazil, Bossa Nova and Blues
- 1962: Brazil Blues
- 1962: Right Now
- 1962: St. Thomas
- 1962: This Is My Beloved,
- 1963: Do the Bossa Nova
- 1963: Returns to the Village Gate
- 1963: Live at Newport
- 1964: Latin Fever
- 1965: Herbie Mann & João Gilberto with Antonio Carlos Jobim
- 1965: My Kinda Groove
- 1965: Latin Mann
- 1965: Standing Ovation at Newport
- 1965: The Roar of the Greasepaint, the Smell of the Crowd
- 1966: Monday Night at the Village Gate
- 1966: Today!
- 1966: Our Mann Flute
- 1966: Herbie Mann's String Band
- 1967: The Herbie Mann String Album
- 1967: Afro-Jazziac
- 1967: New Mann at Newport
- 1967: Impressions of the Middle East
- 1967: The Wailing Dervishes
- 1967: A Mann & A Woman
- 1967: The Beat Goes On
- 1967: Glory of Love
- 1968: The Inspiration I Feel
- 1968: Windows Opened
- 1968: Live at the Whisky A Go Go
- 1968: Concerto Grosso In D Blues
- 1969: Memphis Underground
- 1970: Stone Flute
- 1970: Muscle Shoals Nitty Gritty
- 1970: The Best of Herbie Mann
- 1971: Memphis Two-Step
- 1971: Push Push
- 1972: Hold On, I'm Coming
- 1972: Philly Dog
- 1972: At Newport
- 1972: Mississippi Gambler
- 1973: Big Boss Mann
- 1973: Turtle Bay
- 1974: London Underground
- 1974: Reggae
- 1974: First Light: The Family of Mann
- 1975: Discothèque
- 1975: Waterbed
- 1976: Be-Bop Synthesis
- 1976: Surprises
- 1976: Bird in a Silver Cage
- 1976: Gagaku and Beyond,
- 1977: Fire Island
- 1978: Brazil: Once Again
- 1978: Super Mann
- 1978: Yellow Fever
- 1979: Sunbelt
- 1980: All Blues/Forest Rain
- 1981: Mellow
- 1983: Astral Island
- 1985: See Through Spirits
- 1987: Jasil Brazz
- 1989: Opalescence
- 1990: Caminho De Casa
- 1992: Deep Pocket
- 1994: Copacabana
- 1994: The Evolution of Mann - The Herbie Mann Anthology
- 1995: Peace Pieces
- 1997: America Brazil
- 1997: 65th Birthday Celebration: Live at the Blue Note in New York City
- 2000: Eastern European Roots
- 2000: African Mann
- 2004: Beyond Brooklyn

### Как сайдмен
С Четом Бейкером
- Chet Baker Introduces Johnny Pace (Riverside, 1958)
- Chet (Riverside, 1958)
- Chet Baker Plays the Best of Lerner and Loewe (Riverside, 1959)

С Артом Блейки
- Orgy in Rhythm (1957)

С Сарой Вон и Клиффордом Брауном
- Sarah Vaughan with Clifford Brown (1954)

С Air
- Air (1971)

С Филли Джо Джонсом
- Drums Around the World (Riverside, 1959)

С Манделлом Лоу
- TV Action Jazz! (RCA Camden, 1959)

С Полом Квиничеттом
- Moods (EmArcy, 1954)

С Atlantic Family
- The Atlantic Family Live at Montreux (1977)

С Билли Тейлором
- Billy Taylor with Four Flutes (Riverside, 1959)